# Lista câștigătorilor Wimbledon (simplu masculin)
Aceasta este lista câștigătorilor la turneul de la Wimbledon, simplu masculin.

## Listă

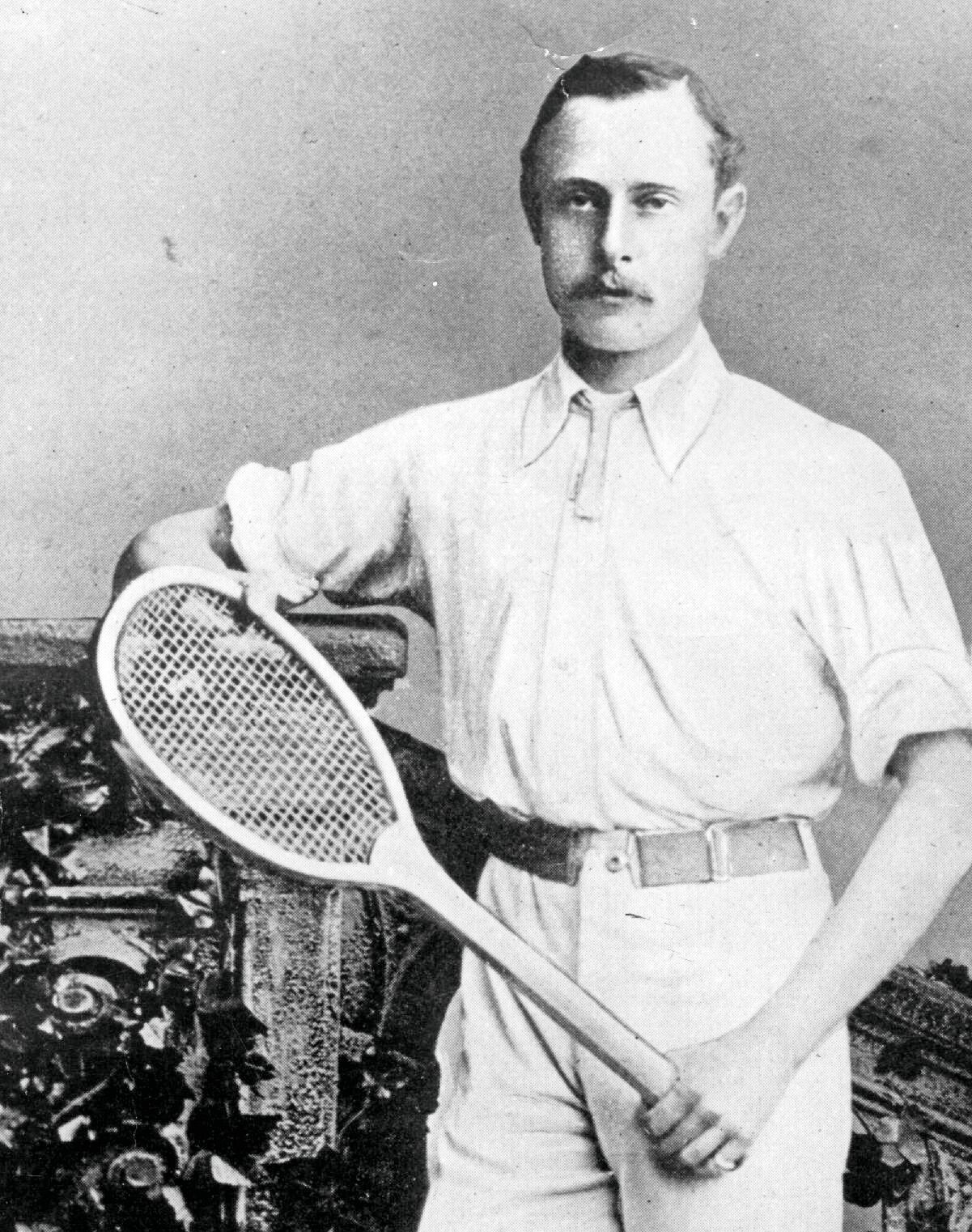
William Renshaw a fost primul jucător care a câștigat șapte campionate.

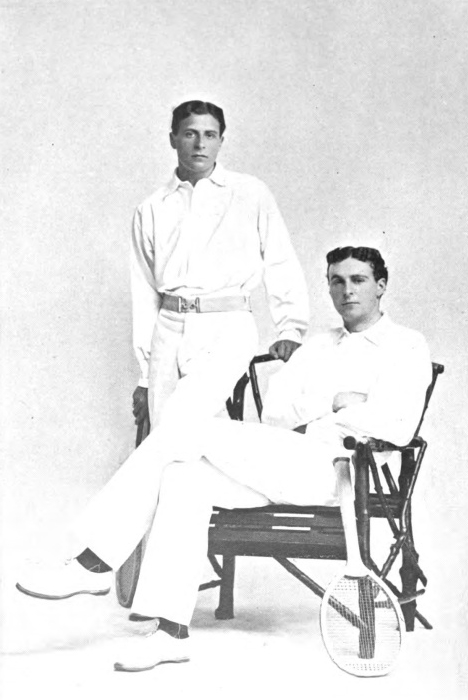
Reginald Doherty a câștigat Wimbledon de patru ori, iar fratele său Laurence a câștigat de cinci ori.

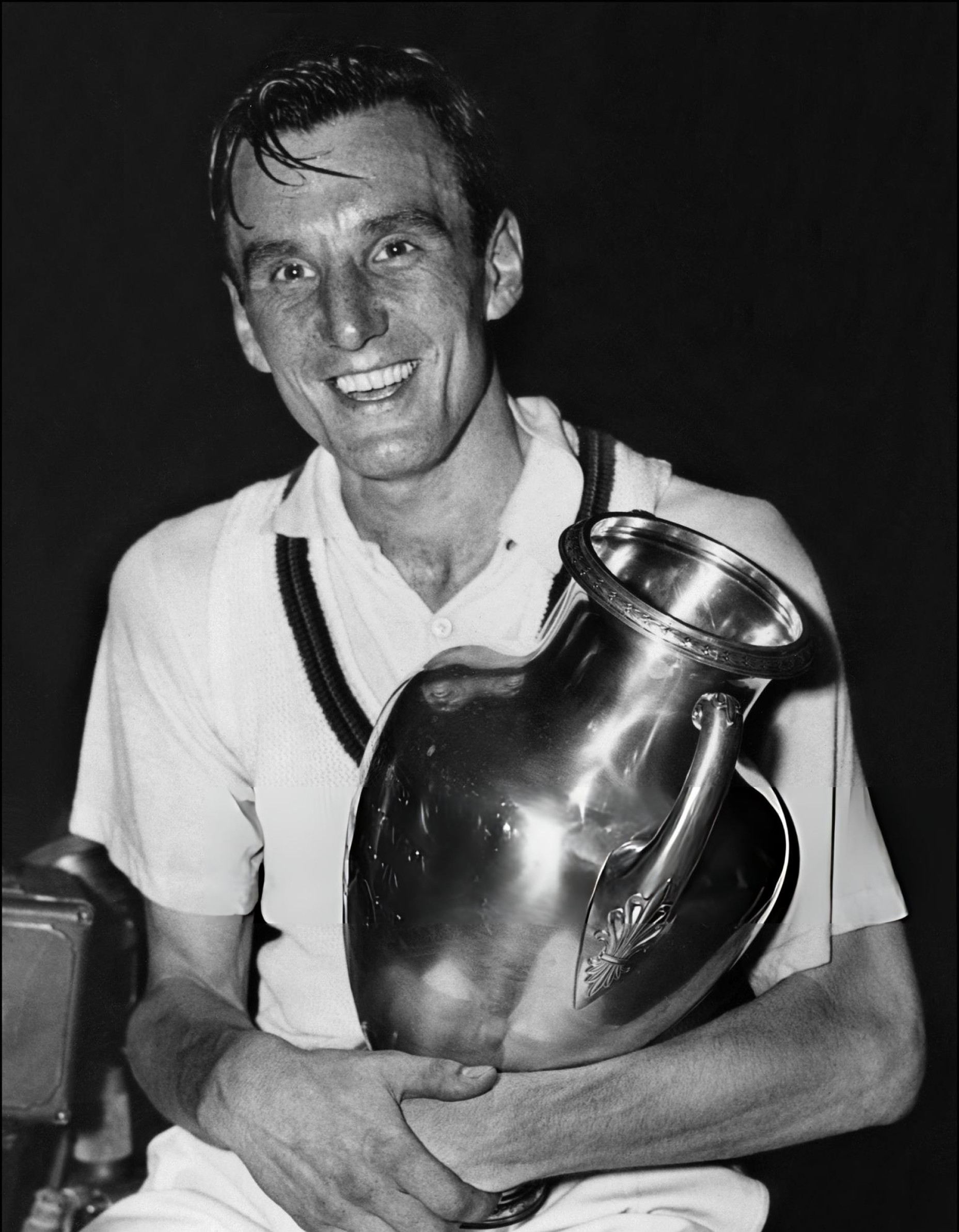
Fred Perry a câștigat trei campionate consecutive și a fost ultimul britanic care a câștigat Wimbledon (1936) până la victoria lui Andy Murray, 77 de ani mai târziu, în 2013.

### Pre-Open Era
| An   | Campion                                            | Finalist                                           | Scor                                               |
| 1877 | Spencer Gore                                       | William Marshall                                   | 6-1, 6-2, 6-4                                      |
| 1878 | Frank Hadow                                        | Spencer Gore                                       | 7-5, 6-1, 9-7                                      |
| 1879 | John Hartley                                       | Vere St. Leger Goold                               | 6-2, 6-4, 6-2                                      |
| 1880 | John Hartley                                       | Herbert Lawford                                    | 6-3, 6-2, 2-6, 6-3                                 |
| 1881 | William Renshaw                                    | John Hartley                                       | 6-0, 6-1, 6-1                                      |
| 1882 | William Renshaw                                    | Ernest Renshaw                                     | 6-1, 2-6, 4-6, 6-2, 6-2                            |
| 1883 | William Renshaw                                    | Ernest Renshaw                                     | 2-6, 6-3, 6-3, 4-6, 6-3                            |
| 1884 | William Renshaw                                    | Herbert Lawford                                    | 6-0, 6-4, 9-7                                      |
| 1885 | William Renshaw                                    | Herbert Lawford                                    | 7-5, 6-2, 4-6, 7-5                                 |
| 1886 | William Renshaw                                    | Herbert Lawford                                    | 6-0, 5-7, 6-3, 6-4                                 |
| 1887 | Herbert Lawford                                    | Ernest Renshaw                                     | 1-6, 6-3, 3-6, 6-4, 6-4                            |
| 1888 | Ernest Renshaw                                     | Herbert Lawford                                    | 6-3, 7-5, 6-0                                      |
| 1889 | William Renshaw                                    | Ernest Renshaw                                     | 6-4, 6-1, 3-6, 6-0                                 |
| 1890 | Willoughby Hamilton                                | William Renshaw                                    | 6-8, 6-2, 3-6, 6-1, 6-1                            |
| 1891 | Wilfred Baddeley                                   | Joshua Pim                                         | 6-4, 1-6, 7-5, 6-0                                 |
| 1892 | Wilfred Baddeley                                   | Joshua Pim                                         | 4-6, 6-3, 6-3, 6-2                                 |
| 1893 | Joshua Pim                                         | Wilfred Baddeley                                   | 3-6, 6-1, 6-3, 6-2                                 |
| 1894 | Joshua Pim                                         | Wilfred Baddeley                                   | 10-8, 6-2, 8-6                                     |
| 1895 | Wilfred Baddeley                                   | Wilberforce Eaves                                  | 4-6, 2-6, 8-6, 6-2, 6-3                            |
| 1896 | Harold Mahoney                                     | Wilfred Baddeley                                   | 6-2, 6-8, 5-7, 8-6, 6-3                            |
| 1897 | Reginald Doherty                                   | Harold Mahoney                                     | 6-4, 6-4, 6-3                                      |
| 1898 | Reginald Doherty                                   | Lawrence Doherty                                   | 6-3, 6-3, 2-6, 5-7, 6-1                            |
| 1899 | Reginald Doherty                                   | Arthur Gore                                        | 1-6, 4-6, 6-3, 6-3, 6-3                            |
| 1900 | Reginald Doherty                                   | Sydney Smith                                       | 6-8, 6-3, 6-1, 6-2                                 |
| 1901 | Arthur Gore                                        | Reginald Doherty                                   | 4-6, 7-5, 6-4, 6-4                                 |
| 1902 | Lawrence Doherty                                   | Arthur Gore                                        | 6-4, 6-3, 3-6, 6-0                                 |
| 1903 | Lawrence Doherty                                   | Frank Riseley                                      | 7-5, 6-3, 6-0                                      |
| 1904 | Lawrence Doherty                                   | Frank Riseley                                      | 6-1, 7-5, 8-6                                      |
| 1905 | Lawrence Doherty                                   | Norman Brookes                                     | 8-6, 6-2, 6-4                                      |
| 1906 | Lawrence Doherty                                   | Frank Riseley                                      | 6-4, 4-6, 6-2, 6-3                                 |
| 1907 | Norman Brookes                                     | Arthur Gore                                        | 6-4, 6-2, 6-2                                      |
| 1908 | Arthur Gore                                        | H. Roper Barrett                                   | 6-3, 6-2, 4-6, 3-6, 6-4                            |
| 1909 | Arthur Gore                                        | Josiah Ritchie                                     | 6-8, 1-6, 6-2, 6-2, 6-2                            |
| 1910 | Anthony Wilding                                    | Arthur Gore                                        | 6-4, 7-5, 4-6, 6-2                                 |
| 1911 | Anthony Wilding                                    | H. Roper Barrett                                   | 6-4, 4-6, 2-6, 6-2 retired                         |
| 1912 | Anthony Wilding                                    | Arthur Gore                                        | 6-4, 6-4, 4-6, 6-4                                 |
| 1913 | Anthony Wilding                                    | Maurice McLoughlin                                 | 8-6, 6-3, 10-8                                     |
| 1914 | Norman Brookes                                     | Anthony Wilding                                    | 6-4, 6-4, 7-5                                      |
| 1915 | Anulat din cauza Primului Război Mondial           | Anulat din cauza Primului Război Mondial           | Anulat din cauza Primului Război Mondial           |
| 1916 | Anulat din cauza Primului Război Mondial           | Anulat din cauza Primului Război Mondial           | Anulat din cauza Primului Război Mondial           |
| 1917 | Anulat din cauza Primului Război Mondial           | Anulat din cauza Primului Război Mondial           | Anulat din cauza Primului Război Mondial           |
| 1918 | Anulat din cauza Primului Război Mondial           | Anulat din cauza Primului Război Mondial           | Anulat din cauza Primului Război Mondial           |
| 1919 | Gerald Patterson                                   | Norman Brookes                                     | 6-3, 7-5, 6-2                                      |
| 1920 | Bill Tilden                                        | Gerald Patterson                                   | 2-6, 6-2, 6-3, 6-4                                 |
| 1921 | Bill Tilden                                        | Brian Norton                                       | 4-6, 2-6, 6-1, 6-0, 7-5                            |
| 1922 | Gerald Patterson                                   | Randolph Lycett                                    | 6-3, 6-4, 6-2                                      |
| 1923 | Bill Johnston                                      | Frank Hunter                                       | 6-0, 6-3, 6-1                                      |
| 1924 | Jean Borotra                                       | René Lacoste                                       | 6-1, 3-6, 6-1, 3-6, 6-4                            |
| 1925 | René Lacoste                                       | Jean Borotra                                       | 6-3, 6-3, 4-6, 8-6                                 |
| 1926 | Jean Borotra                                       | Howard Kinsey                                      | 8-6, 6-1, 6-3                                      |
| 1927 | Henri Cochet                                       | Jean Borotra                                       | 4-6, 4-6, 6-3, 6-4, 7-5                            |
| 1928 | René Lacoste                                       | Henri Cochet                                       | 6-1, 4-6, 6-4, 6-2                                 |
| 1929 | Henri Cochet                                       | Jean Borotra                                       | 6-4, 6-3, 6-4                                      |
| 1930 | Bill Tilden                                        | Wilmer Allison, Jr.                                | 6-3, 9-7, 6-4                                      |
| 1931 | Sidney Wood                                        | Frank Shields                                      | walkover                                           |
| 1932 | Ellsworth Vines                                    | Bunny Austin                                       | 6-4, 6-2, 6-0                                      |
| 1933 | Jack Crawford                                      | Ellsworth Vines                                    | 4-6, 11-9, 6-2, 2-6, 6-4                           |
| 1934 | Fred Perry                                         | Jack Crawford                                      | 6-3, 6-0, 7-5                                      |
| 1935 | Fred Perry                                         | Gottfried von Cramm                                | 6-2, 6-4, 6-4                                      |
| 1936 | Fred Perry                                         | Gottfried von Cramm                                | 6-1, 6-1, 6-0                                      |
| 1937 | Don Budge                                          | Gottfried von Cramm                                | 6-3, 6-4, 6-2                                      |
| 1938 | Don Budge                                          | Bunny Austin                                       | 6-1, 6-0, 6-3                                      |
| 1939 | Bobby Riggs                                        | Elwood Cooke                                       | 2-6, 8-6, 3-6, 6-3, 6-2                            |
| 1940 | Anulat din cauza celui de-Al Doilea Război Mondial | Anulat din cauza celui de-Al Doilea Război Mondial | Anulat din cauza celui de-Al Doilea Război Mondial |
| 1941 | Anulat din cauza celui de-Al Doilea Război Mondial | Anulat din cauza celui de-Al Doilea Război Mondial | Anulat din cauza celui de-Al Doilea Război Mondial |
| 1942 | Anulat din cauza celui de-Al Doilea Război Mondial | Anulat din cauza celui de-Al Doilea Război Mondial | Anulat din cauza celui de-Al Doilea Război Mondial |
| 1943 | Anulat din cauza celui de-Al Doilea Război Mondial | Anulat din cauza celui de-Al Doilea Război Mondial | Anulat din cauza celui de-Al Doilea Război Mondial |
| 1944 | Anulat din cauza celui de-Al Doilea Război Mondial | Anulat din cauza celui de-Al Doilea Război Mondial | Anulat din cauza celui de-Al Doilea Război Mondial |
| 1945 | Anulat din cauza celui de-Al Doilea Război Mondial | Anulat din cauza celui de-Al Doilea Război Mondial | Anulat din cauza celui de-Al Doilea Război Mondial |
| 1946 | Yvon Petra                                         | Geoff Brown                                        | 6-2, 6-4, 7-9, 5-7, 6-4                            |
| 1947 | Jack Kramer                                        | Tom Brown                                          | 6-1, 6-3, 6-2                                      |
| 1948 | Bob Falkenburg                                     | John Bromwich                                      | 7-5, 0-6, 6-2, 3-6, 7-5                            |
| 1949 | Ted Schroeder                                      | Jaroslav Drobný                                    | 3-6, 6-0, 6-3, 4-6, 6-4                            |
| 1950 | Budge Patty                                        | Frank Sedgman                                      | 6-1, 8-10, 6-2, 6-3                                |
| 1951 | Dick Savitt                                        | Ken McGregor                                       | 6-4, 6-4, 6-4                                      |
| 1952 | Frank Sedgman                                      | Jaroslav Drobný                                    | 4-6, 6-2, 6-3, 6-2                                 |
| 1953 | Vic Seixas                                         | Kurt Nielsen                                       | 9-7, 6-3, 6-4                                      |
| 1954 | Jaroslav Drobný                                    | Ken Rosewall                                       | 13-11, 4-6, 6-2, 9-7                               |
| 1955 | Tony Trabert                                       | Kurt Nielsen                                       | 6-3, 7-5, 6-1                                      |
| 1956 | Lew Hoad                                           | Ken Rosewall                                       | 6-2, 4-6, 7-5, 6-4                                 |
| 1957 | Lew Hoad                                           | Ashley Cooper                                      | 6-2, 6-1, 6-2                                      |
| 1958 | Ashley Cooper                                      | Neale Fraser                                       | 3-6, 6-3, 6-4, 13-11                               |
| 1959 | Alex Olmedo                                        | Rod Laver                                          | 6-4, 6-3, 6-4                                      |
| 1960 | Neale Fraser                                       | Rod Laver                                          | 6-4, 3-6, 9-7, 7-5                                 |
| 1961 | Rod Laver                                          | Chuck McKinley                                     | 6-3, 6-1, 6-4                                      |
| 1962 | Rod Laver                                          | Marty Mulligan                                     | 6-2, 6-2, 6-1                                      |
| 1963 | Chuck McKinley                                     | Fred Stolle                                        | 9-7, 6-1, 6-4                                      |
| 1964 | Roy Emerson                                        | Fred Stolle                                        | 6-1, 12-10, 4-6, 6-3                               |
| 1965 | Roy Emerson                                        | Fred Stolle                                        | 6-2, 6-4, 6-4                                      |
| 1966 | Manolo Santana                                     | Dennis Ralston                                     | 6-4, 11-9, 6-4                                     |
| 1967 | John Newcombe                                      | Wilhelm P. Bungert                                 | 6-3, 6-1, 6-1                                      |

### Open Era

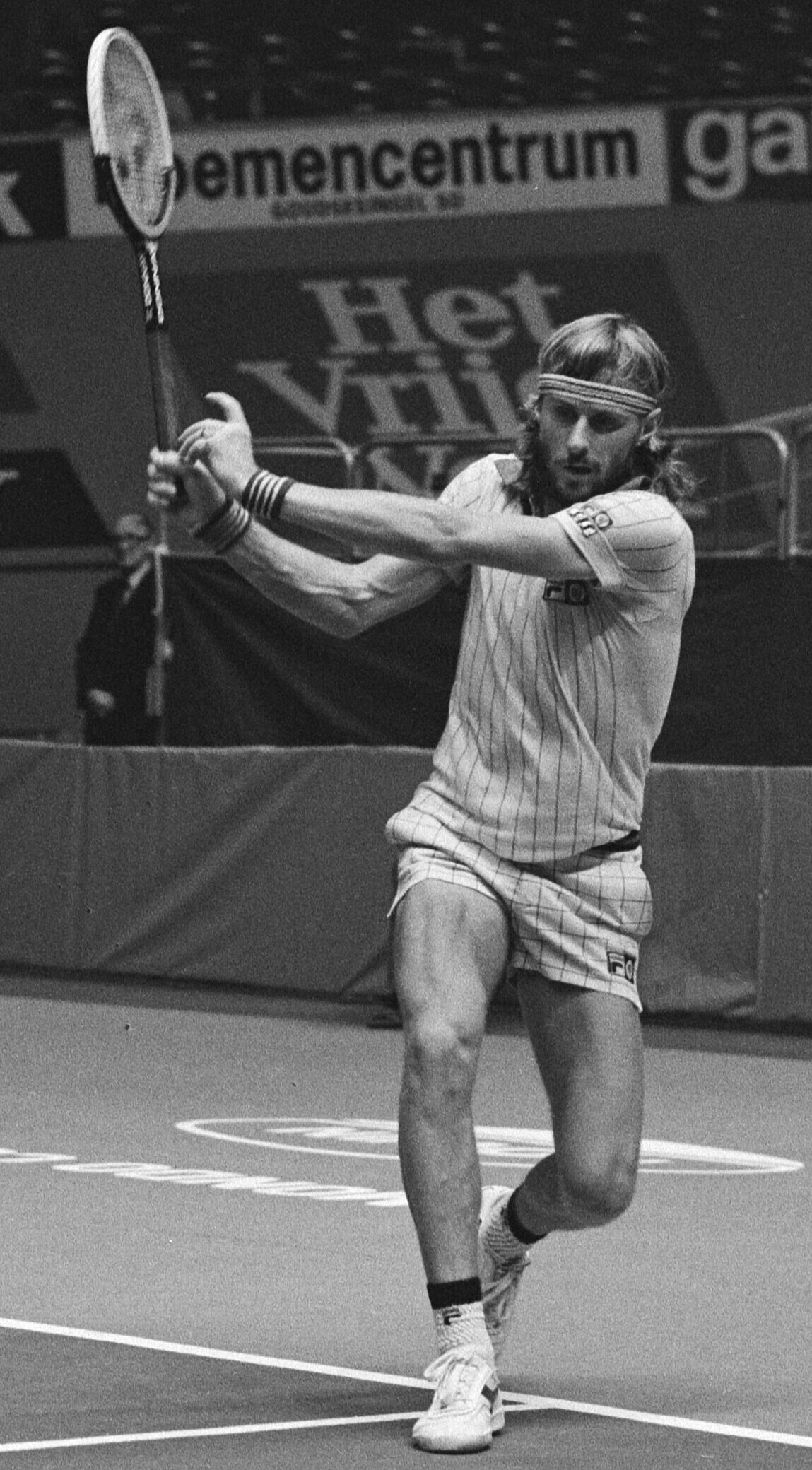
Björn Borg a câștigat cinci titluri consecutive între 1976 și 1980.

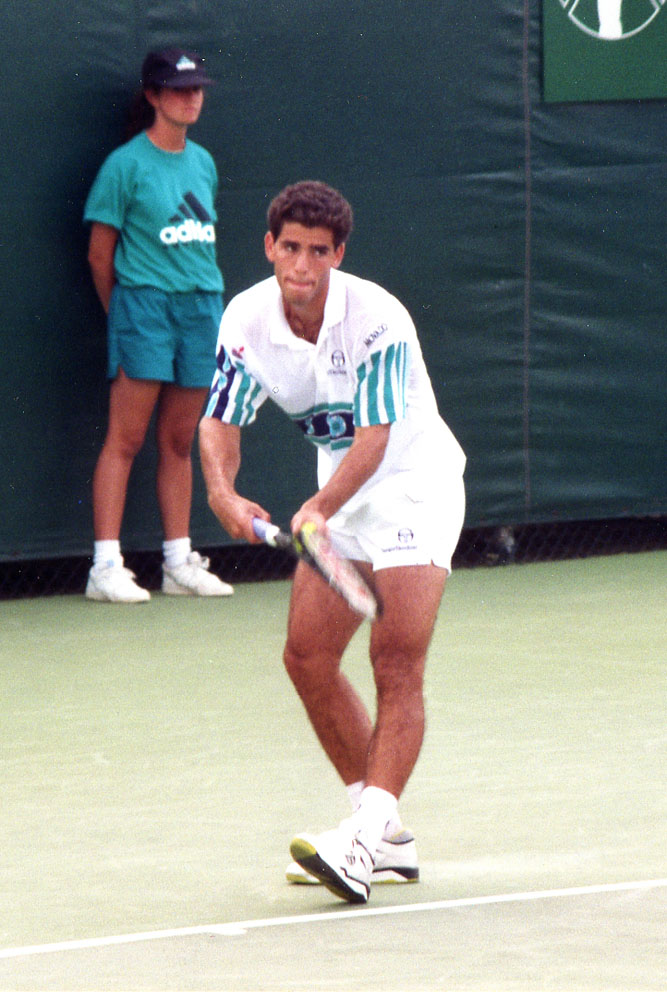
Pete Sampras a câștigat șapte titluri în opt ani.

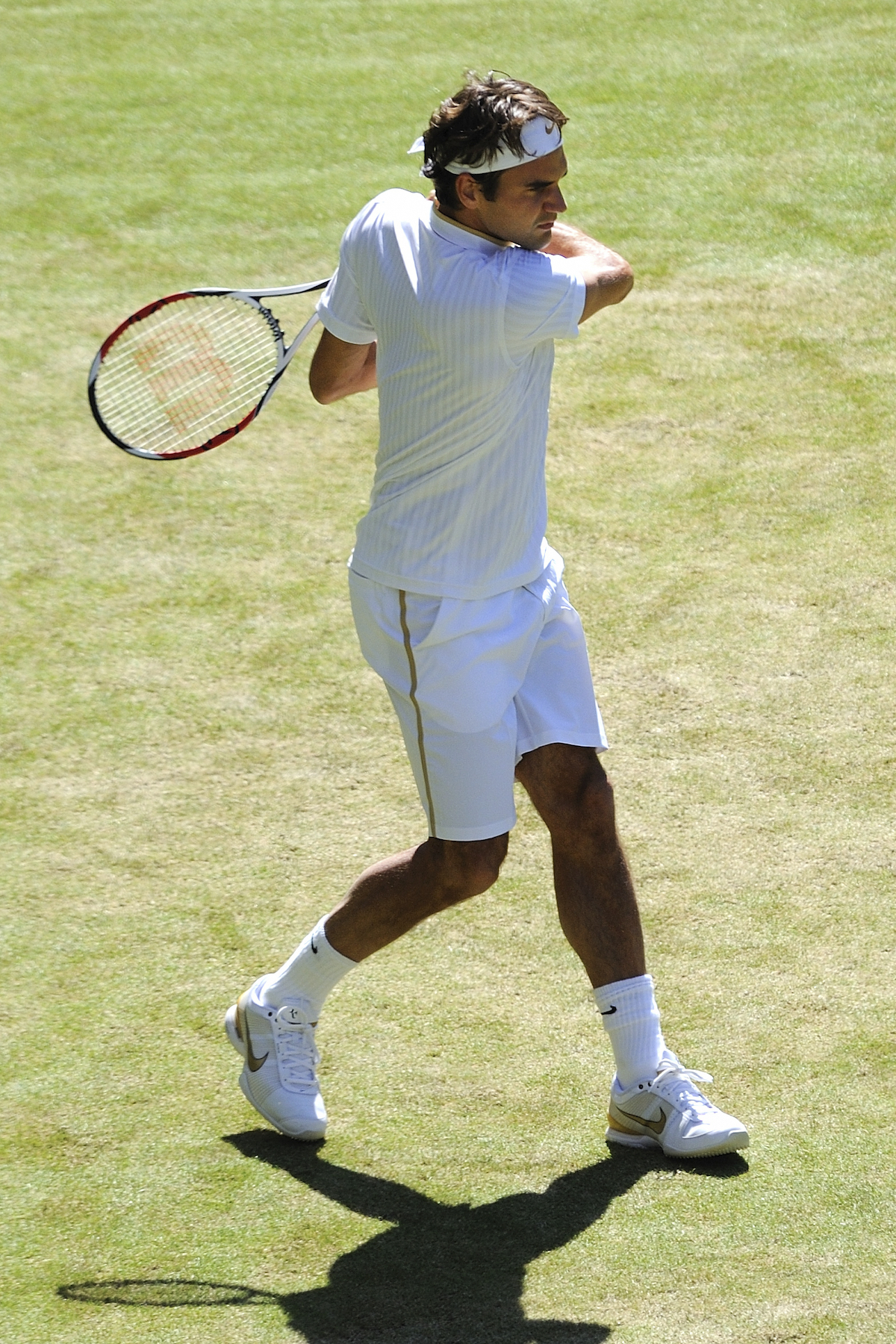
Roger Federer este de opt ori campion, un record al bărbaților din toate timpurile.

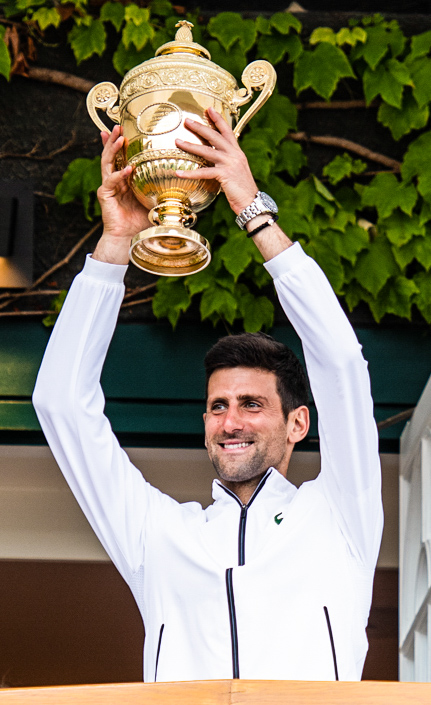
Novak Djokovic, este de șapte ori campion.

| An   | Campion                                 | Finalist                                | Scor                                     |                                         |
| 1968 | Rod Laver (3)                           | Tony Roche                              | 6-3, 6-4, 6-2                            |                                         |
| 1969 | Rod Laver (4)                           | John Newcombe                           | 6-4, 5-7, 6-4, 6-4                       |                                         |
| 1970 | John Newcombe (2)                       | Ken Rosewall                            | 5-7, 6-3, 6-2, 3-6, 6-1                  |                                         |
| 1971 | John Newcombe (3)                       | Stan Smith                              | 6-3, 5-7, 2-6, 6-4, 6-4                  |                                         |
| 1972 | Stan Smith                              | Ilie Năstase                            | 4-6, 6-3, 6-3, 4-6, 7-5                  |                                         |
| 1973 | Jan Kodeš                               | Alex Metreveli                          | 6-1, 9-8, 6-3                            |                                         |
| 1974 | Jimmy Connors                           | Ken Rosewall                            | 6-1, 6-1, 6-4                            |                                         |
| 1975 | Arthur Ashe                             | Jimmy Connors                           | 6-1, 6-1, 5-7, 6-4                       |                                         |
| 1976 | Björn Borg                              | Ilie Năstase                            | 6-4, 6-2, 9-7                            |                                         |
| 1977 | Björn Borg (2)                          | Jimmy Connors                           | 3-6, 6-2, 6-1, 5-7, 6-4                  |                                         |
| 1978 | Björn Borg (3)                          | Jimmy Connors                           | 6-2, 6-2, 6-3                            |                                         |
| 1979 | Björn Borg (4)                          | Roscoe Tanner                           | 6-7(4), 6-1, 3-6, 6-3, 6-4               |                                         |
| 1980 | Björn Borg (5)                          | John McEnroe                            | 1-6, 7-5, 6-3, 6-7(16), 8-6              |                                         |
| 1981 | John McEnroe                            | Björn Borg                              | 4-6, 7-6(1), 7-6(4), 6-4                 |                                         |
| 1982 | Jimmy Connors (2)                       | John McEnroe                            | 3-6, 6-3, 6-7(2), 7-6(5), 6-4            |                                         |
| 1983 | John McEnroe (2)                        | Chris Lewis                             | 6-2, 6-2, 6-2                            |                                         |
| 1984 | John McEnroe (3)                        | Jimmy Connors                           | 6-1, 6-1, 6-2                            |                                         |
| 1985 | Boris Becker                            | Kevin Curren                            | 6-3, 6-7(4), 7-6(3), 6-4                 |                                         |
| 1986 | Boris Becker (2)                        | Ivan Lendl                              | 6-4, 6-3, 7-5                            |                                         |
| 1987 | Pat Cash                                | Ivan Lendl                              | 7-6(5), 6-2, 7-5                         |                                         |
| 1988 | Stefan Edberg                           | Boris Becker                            | 4-6, 7-6(2), 6-4, 6-2                    |                                         |
| 1989 | Boris Becker (3)                        | Stefan Edberg                           | 6-0, 7-6(1), 6-4                         |                                         |
| 1990 | Stefan Edberg (2)                       | Boris Becker                            | 6-2, 6-2, 3-6, 3-6, 6-4                  |                                         |
| 1991 | Michael Stich                           | Boris Becker                            | 6-4, 7-6(4), 6-4                         |                                         |
| 1992 | Andre Agassi                            | Goran Ivanišević                        | 6-7(8), 6-4, 6-4, 1-6, 6-4               |                                         |
| 1993 | Pete Sampras                            | Jim Courier                             | 7-6(3), 7-6(6), 3-6, 6-3                 |                                         |
| 1994 | Pete Sampras (2)                        | Goran Ivanišević                        | 7-6(2), 7-6(5), 6-0                      |                                         |
| 1995 | Pete Sampras (3)                        | Boris Becker                            | 6-7, 6-2, 6-4, 6-2                       |                                         |
| 1996 | Richard Krajicek                        | MaliVai Washington                      | 6-3, 6-4, 6-3                            |                                         |
| 1997 | Pete Sampras (4)                        | Cédric Pioline                          | 6-4, 6-2, 6-4                            |                                         |
| 1998 | Pete Sampras (5)                        | Goran Ivanišević                        | 6-7(2), 7-6(9), 6-4, 3-6, 6-2            |                                         |
| 1999 | Pete Sampras (6)                        | Andre Agassi                            | 6-3, 6-4, 7-5                            |                                         |
| 2000 | Pete Sampras (7)                        | Patrick Rafter                          | 6-7(10), 7-6(5), 6-4, 6-2                |                                         |
| 2001 | Goran Ivanišević                        | Patrick Rafter                          | 6-3, 3-6, 6-3, 2-6, 9-7                  |                                         |
| 2002 | Lleyton Hewitt                          | David Nalbandian                        | 6-1, 6-3, 6-2                            |                                         |
| 2003 | Roger Federer                           | Mark Philippoussis                      | 7-6(5), 6-2, 6-4                         |                                         |
| 2004 | Roger Federer (2)                       | Andy Roddick                            | 7-5, 7-6(4), 6-4                         |                                         |
| 2005 | Roger Federer (3)                       | Andy Roddick                            | 6-2, 6-3, 6-4                            |                                         |
| 2006 | Roger Federer (4)                       | Rafael Nadal                            | 6-0, 7-5, 6-3                            |                                         |
| 2007 | Roger Federer 5)                        | Rafael Nadal                            | 7-6(7), 6-7, 6-4, 4-6, 6-3               |                                         |
| 2008 | Rafael Nadal                            | Roger Federer                           | 6-4, 6-4, 6-7(5), 6-7(8), 9-7            |                                         |
| 2009 | Roger Federer (6)                       | Andy Roddick                            | 5-7, 7-6(6), 7-6(5), 3-6, 16-14          |                                         |
| 2010 | Rafael Nadal (2)                        | Tomáš Berdych                           | 6-4, 7-5, 6-3                            |                                         |
| 2011 | Novak Djokovic                          | Rafael Nadal                            | 6-4, 6-1, 1-6, 6-3                       |                                         |
| 2012 | Roger Federer (7)                       | Andy Murray                             | 4-6, 7-5, 6-3, 6-4                       |                                         |
| 2013 | Andy Murray                             | Novak Djokovic                          | 6–4, 7–5, 6–4                            |                                         |
| 2014 | Novak Djokovic (2)                      | Roger Federer                           | 6–7(7–9), 6–4, 7–6(7–4), 5–7, 6–4        |                                         |
| 2015 | Novak Djokovic (3)                      | Roger Federer                           | 7–6(7–1), 6–7(10–12), 6–4, 6–3           |                                         |
| 2016 | Andy Murray (2)                         | Milos Raonic                            | 6–4, 7–6(7–3), 7–6(7–2)                  |                                         |
| 2017 | Roger Federer (8)                       | Marin Cilič                             | 6-3, 6-1, 6-4                            |                                         |
| 2018 | Novak Djokovic (4)                      | Kevin Anderson                          | 6-2, 6-2, 7-6(7–3)                       |                                         |
| 2019 | Novak Djokovic (5)                      | Roger Federer                           | 7-6(7–5), 1-6, 7-6(7–4), 4-6, 13-12(7–3) |                                         |
| 2020 | Anulat din cauza pandemiei de COVID-19) | Anulat din cauza pandemiei de COVID-19) | Anulat din cauza pandemiei de COVID-19)  | Anulat din cauza pandemiei de COVID-19) |
| 2021 | Novak Djokovic (6)                      | Matteo Berrettini                       | 6–7(4–7), 6–4, 6–4, 6–3                  |                                         |
| 2022 | Novak Djokovic (7)                      | Nick Kyrgios                            | 4–6, 6–3, 6–4, 7–6(7–3)                  |                                         |
| 2023 | Carlos Alcaraz                          | Novak Djokovic                          | 1–6, 7–6(8–6), 6–1, 3–6, 6–4             |                                         |
| 2024 | Carlos Alcaraz (2)                      | Novak Djokovic                          | 6–2, 6–2, 7–6(7–4)                       |                                         |
| 2025 | Jannik Sinner                           | Carlos Alcaraz                          | 4–6, 6–4, 6–4, 6–4                       |                                         |

## Vedeți și
- Wimbledon
- Lista câștigătorilor Wimbledon feminin
- Lista câștigătorilor Australian Open masculin
- Lista câștigătorilor Australian Open feminin
- Lista câștigătorilor French Open masculin
- Lista câștigătorilor French Open feminin
- Lista câștigătorilor US Open masculin
- Lista câștigătorilor US Open feminin